# Junta de Missão Internacional
A Junta de Missão Internacional (em inglês:   International Mission Board) é uma organização  missionária batista, sediada nos Estados Unidos, afiliada à Convenção Batista do Sul. A sede da Junta é em Richmond, Virgínia.

## História
A Junta de Missão Internacional foi formada em 1845 com o nome de Conselho de Missões Estrangeiras pela Convenção Batista do Sul, após sua fundação seguida da separação da Convenção Trienal (hoje Igrejas Batistas Americanas EUA) pela questão da escravatura. A primeira missão da Junta foi a China, com os missionários Samuel C. Clopton e George Pearcy. Em 1888, a Woman's Missionary estabeleceu um programa de arrecadação de fundos para missões estrangeiras, que mais tarde tomaria o nome de Oferta de Natal de Lottie Moon, em homenagem à missionária Charlotte D. “Lottie” Moon, enviada para a China. Em 1997, o Conselho foi renomeado para Junta de Missão Internacional, como é conhecido hoje. Em 2021, a organização relatou que haviam 3,654 voluntários.